# Miss Namíbia
A Miss Namíbia egy évenkénti megrendezésű szépségverseny Namíbiában. A győztes a Miss World és a Miss Universe versenyeken képviseli a hazáját.
A versenyt először 1980-ban rendezték meg, elindítója, és 1996-ig a verseny főszervezője Nic Kruger volt. 1997-98-ban Danie Botes, 1999 óta pedig Conny Maritz szervezi a versenyt.

## Győztesek
A Miss Namíbia verseny győztesei, és eredményeik a nemzetközi versenyeken.
| Év   | Dátum és helyszín                                           | Győztes                | Miss Universe    | Miss World       |
| ---- | ----------------------------------------------------------- | ---------------------- | ---------------- | ---------------- |
| 1980 |                                                             | Bernice Tembo          |                  | nem versenyzett  |
| 1981 |                                                             | Antoinette Knoetze     |                  | nem versenyzett  |
| 1982 |                                                             | Desere Kotze           |                  | nem versenyzett  |
| 1983 |                                                             | Astrid Klotzch         |                  | nem versenyzett  |
| 1984 |                                                             | Peta Harley-Peters     |                  | nem versenyzett  |
| 1985 |                                                             | Alice Pfeiffer         | nem versenyzett  | nem versenyzett  |
| 1986 |                                                             | Jo-Rina Meyer          | nem versenyzett  | nem versenyzett  |
| 1987 |                                                             | Bianca Pragt           | nem versenyzett  | nem versenyzett  |
| 1988 |                                                             | Caroline du Preez      | nem versenyzett  |                  |
| 1989 |                                                             | Emsie Esterhuizen      | nem versenyzett  |                  |
| 1990 |                                                             | Ronel Liebenberg       |                  |                  |
| 1991 |                                                             | Michelle McLean        | győztes          | Top 5            |
| 1992 |                                                             | Anja Schroeder         |                  | nem versenyzett  |
| 1993 |                                                             | Barbara Kahatjipara    |                  |                  |
| 1994 | Nem volt verseny                                            | Nem volt verseny       | Nem volt verseny | Nem volt verseny |
| 1995 |                                                             | Patricia Burt          |                  | nem versenyzett  |
| 1996 |                                                             | Faghma Absalom         |                  | nem versenyzett  |
| 1997 |                                                             | Sheya Shipanga         |                  |                  |
| 1998 |                                                             | Retha Reinders         |                  | nem versenyzett  |
| 1999 |                                                             | Vaanda Katjuongua      |                  | nem versenyzett  |
| 2000 |                                                             | Mia de Klerk           |                  |                  |
| 2001 |                                                             | Michelle Heita         |                  |                  |
| 2002 |                                                             | Ndapewa Alfons         | Top 10           |                  |
| 2003 |                                                             | Petrina Thomas         | nem versenyzett  | nem versenyzett  |
| 2004 |                                                             | Adele Basson           |                  |                  |
| 2005 |                                                             | Leefa Shiikwa          | nem versenyzett  |                  |
| 2006 |                                                             | Anna Svetlana Nashandi |                  | Top 17           |
| 2007 |                                                             | Marichen Luiperth      | nem versenyzett  |                  |
| 2008 |                                                             | Marelize Robberts      | nem versenyzett  |                  |
| 2009 | június 7., Windhoek Country Club Resort & Casino, Windhoek  | Happie Ntelamo         |                  |                  |
| 2010 | július 31., Windhoek Country Club Resort & Casino, Windhoek | Odile Gertze           |                  | Top 25           |
| 2011 | július 30., Windhoek Country Club Resort & Casino, Windhoek | Luzaan van Wyk         |                  |                  |
| 2012 |                                                             |                        |                  |                  |
| 2013 |                                                             | Paulina Malulu         |                  |                  |

## Versenyek
- 2009

10 jelölt vett részt a versenyben: Happie Ntelamo, Theodora Amutjira, Mari Venter,  Albertina Shigwedha, Tanya Schemmer, Jayne David, Susan van Zyl, Selma Usiku, Daniella Filipovic, Carmen Hübner.
A 2. helyet Tanya Schemmer, a 3. helyet Susan van Zyl szerezte meg. Négy különdíjat is átadtak. A Miss Friendship-díjat Daniella Filipovic, a Miss Photogenic-díjat Theodora Amutjira, a Best Face- és a Miss Internet-különdíjat pedig Tanya Schemmer kapta.
Ebben az évben a 2. helyezett egyúttal jogot szerzett arra, hogy a Miss International versenyen induljon, a 3. helyezett pedig a Miss Earth versenyre utazhatott volna, de a versenyen nem vett részt.
- 2010

A 2010. évi verseny döntőjét július végén tartották. 25 versenyző jutott a Windhoek Country Club és Casinoban július közepén tartott középdöntőbe, ahol 10 döntőst választottak ki, akik Steny Schoeman, Dirette Aucamp, Odile Gertze, Athalia Wallace, Lynn Strydom, Ronel Human, Naomi Nekwaya, Venantia Otto, Helena Mwafongwe és Elizabeth Valomboleni voltak.
A 2. helyet Venantia Otto, a harmadikat Steny Schoeman szerezte meg. Átadtak 3 különdíjat is. A Miss Photogenic díjat Steny Schoeman, a Miss Personality díjat Lynn Strydom, A The Public's Choice-díjat Athalia Wallace kapta.
- 2011

A 2011. július 31-én tartott döntőn a győztes Luzaan va Wyk, a második helyezett Georgina Kandjeke, a harmadik helyezett Nangula Elifas lett. A különdíjak közül a Miss Photogenic díjat Reliance Biwa, a Miss Personality díjat Veronica Ngarangombe nyerte el. A közönségdíjat Georgina Kandjeke kapta. Az első öt helyezett között helyet foglalt még Maria Kharas. A többi versenyző: Charmaine Tjizumaue.

## Fordítás
- Ez a szócikk részben vagy egészben  a   Miss Namibia című angol Wikipédia-szócikk ezen változatának fordításán alapul.  Az eredeti cikk szerkesztőit annak laptörténete sorolja fel. Ez a jelzés csupán a megfogalmazás eredetét és a szerzői jogokat jelzi, nem szolgál a cikkben szereplő információk forrásmegjelöléseként.
- Ez a szócikk részben vagy egészben  a   Miss Namibia 2009 című angol Wikipédia-szócikk ezen változatának fordításán alapul.  Az eredeti cikk szerkesztőit annak laptörténete sorolja fel. Ez a jelzés csupán a megfogalmazás eredetét és a szerzői jogokat jelzi, nem szolgál a cikkben szereplő információk forrásmegjelöléseként.